# Râul Valea Babei, Ialomicioara
Râul Valea Babei este un curs de apă, afluent al râului Ialomicioara. 